# Paragus crenulatus
Paragus crenulatus är en tvåvingeart som beskrevs av Thomson 1869. Paragus crenulatus ingår i släktet stäppblomflugor, och familjen blomflugor. Inga underarter finns listade i Catalogue of Life.